# Katharina Behrend
Katharina Behrend (Leipzig, 26 juli 1888 - Den Haag, 15 november 1973) was een Nederlands fotograaf, geboren in Duitsland. Ze werkte documentair en legde haar dagelijks bestaan vast. Ook zelfportretten en naakten behoren tot haar oeuvre en voor korte tijd maakte ze opnamen voor reclamedoeleinden.

## Leven en werk
Katharina Eleonore Behrend werd geboren in Leipzig als dochter van Robert Behrend, hoogleraar chemie in Leipzig. Rond 1904 begon zij te fotograferen met de camera van haar vader. Als autodidact legde ze haar dagelijks bestaan vast en fotografeerde ze vooral familie en kennissen. Ook hield ze intensief dagboeken bij en documenteerde ze haar opnamen uitgebreid met gegevens over sluitertijden en diafragma en de weersomstandigheden. Van haar vader leerde ze het prepareren, ontwikkelen en afdrukken van de negatieven. Verder verdiepte ze zich in studieboeken die vooral gericht waren op het picturale, schilderachtige in de fotografie.
In 1905 verbleef ze een half jaar in Algerije en fotografeerde ze onder andere een kasba en tempelruïnes. 
In de periode 1910-1911 maakte ze als aanhanger van de Freikörperkultur diverse naakstudies van zichzelf en van vrienden.
In 1913 trouwde ze met de Nederlander Arij Haentjens, ingenieur en mede-eigenaar van de stoommachinefabriek Monhemius en Haentjens te Leiden (vanaf 1913 N.V. Overrijn geheten). Ook in Nederland documenteerde ze haar leven in dagboeken en foto's. Voor de machinefabriek maakte Behrend opnamen ten behoeve van reclamedoeleinden. In 1926 legde Arij Haentjes zijn functie neer bij de fabriek en ging hij werken voor de Internationale Nautische Handelsmaatschappij te Den Haag.  Het echtpaar verhuisde met twee kinderen naar Scheveningen.
Vanaf circa 1929 legde ze minder nauwgezet haar activiteiten vast. 

## Collectie
Het Nederlands Fotomuseum beheert zo'n 900 negatieven uit haar nalatenschap.